# كلايرمارايس
كلايرمارايس (بالفرنسية: Clairmarais)‏ هي بلدية تقع في إقليم باد كاليه من منطقة نور با دو كاليه في شمال فرنسا. تبلغ مساحة هذه المدينة 18.02 (كم²)، وترتفع عن سطح البحر 9 م، يبلغ عدد سكانها 689 نسمة حسب إحصاء المعهد الوطني للإحصاء والدراسات الاقتصادية سنة 2009 م. وترأس Nicole Heneman البلدية خلال فترة (2001-2008).